# Quận Clark, Indiana
Quận Clark là một quận thuộc tiểu bang Indiana, Hoa Kỳ. Quận lỵ đóng tại thành phố Jeffersonville 6. Quận được thành lập ngày 3 tháng 2 năm 1801. Quận được đặt tên theo George Rogers Clark, một vị tướng. Theo Cục điều tra dân số Hoa Kỳ, dân số theo điều tra năm 2000 là 96.472 người. Quận có diện tích 971 km².